# Арнехамані
Арнехамані (д/н — бл. 215 до н. е.) — цар Куша в 220—215 роках до н. е.

## Життєпис
Посів трон близько 220 року до н. е. після Шесепанхенамон Сетепенра. Невдовзі змінив у своєму титулі посвячення богам: «Арнехамані, улюблений Амоном» на «Арнехамані, улюблений Ісидой». Остання посвята чітко орієнтується на титул єгипетськогоц аря Птолемея IV, який в 221 році до н. е. зійшовши на трон Єгипту, оголосив себе «Улюбленим Ісиди».
Арнехамані відомий своїми будівельними роботами в храмі Апедемака, який він почав будувати. Храм розташовувався в Апобері. Його будівля не була закінчена, можливо через те, що правитель помер раніше завершення будівництва, і роботи в храмі зупинилися.
Помер близько 215 року до н. е. Місце поховання Арнехамані, невідоме. Можливо був повалений наступником Аркамані II.